# Список пресмыкающихся Сан-Томе и Принсипи

Сан_томе и Принсипи на карте мира

Спи́сок пресмыка́ющихся Сан-Томе́ и При́нсипи включает 26 видов, распространённых на территории Сан-Томе и Принсипи и относящихся к черепахам, ящерицам и змеям. Из них 17 видов являются эндемиками страны и 3 — интродуцированными, а нахождение одного вида считается сомнительным.

## Список видов

### Легенда
Интродуцированные, а также инвазионные виды
 Эндемики Сан-Томе и Принсипи
Обозначения охранного статуса МСОП:
- — виды на грани исчезновения (в критическом состоянии)
- — виды под угрозой исчезновения
- — уязвимые виды
- — виды, близкие к уязвимому положению
- — виды под наименьшей угрозой
- — виды, для оценки угрозы которым не хватает данных
- — виды, не представленные в Международной Красной книге

### Черепахи
| Иллюстрация                                      | Русское название                         | Латинское название и автор таксона        | Ареал на территории Сан-Томе и Принсипи | Статус МСОП                                      |
| ------------------------------------------------ | ---------------------------------------- | ----------------------------------------- | --- | ------------------------------------------------ |
| Отряд Черепахи (Testudines)                      |                                          |                                           | |                                                  |
| Семейство Морские черепахи (Cheloniidae)         |                                          |                                           | |                                                  |
|                                                  | Логгерхед, или головастая черепаха       | Caretta caretta (Linnaues, 1758)          | Известны лишь единичные кладки этого вида на острове Сан-Томе и редкие встречи в море. | Уязвимый вид                                     |
|                                                  | Зелёная черепаха                         | Chelonia mydas (Linnaues, 1758)           | Наиболее обычный вид морских черепах на архипелаге. Кладки известны практически на всех пляжах островов Сан-Томе и Принсипи. При этом около 70 % кладок на Сан-Томе фиксировались на пляже Прая Жале на юге острова, а на Принсипи большинство кладок отмечались на пляже Прая Гранде ду Норте на севере острова и на пляже Прая Инфанте на юге.                                    | Вымирающий вид                                   |
|                                                  | Бисса, или бисс                          | Eretmochelys imbricata (Linnaues, 1766)   | Несмотря на то, что этот вид черепах находится под наибольшей угрозой в стране, его численность постепенно увеличивается. Большая часть кладок на Сан-Томе наблюдается на островке Ролаш, а на Принсипи — на пляжах Прая Инфанте на юге и Прая Гранде ду Норте на севере. | Вид на грани исчезновения                        |
|                                                  | Оливковая черепаха, или оливковая ридлея | Lepidochelys olivacea (Eschscholtz, 1829) | Является вторым по распространённости видом морских черепах в стране. Откладка яиц происходит преимущественно на севере Сан-Томе от Прая Жувентуде до Прая дас Коншас. Две кладки фиксировались на Принсипи на пляжах Прая Макаку и Прая Гранде ду Норте. | Уязвимый вид                                     |
| Семейство Кожистые черепахи (Dermochelyidae)     |                                          |                                           | |                                                  |
|                                                  | Кожистая черепаха                        | Dermochelys coriacea (Vandelli, 1761)     | Встречается реже других морских черепах. Места откладки яиц распределены неоднородно, но больше всего этот вид предпочитает пляжи на юго-востоке Сан-Томе и на севере и востоке Принсипи. | Уязвимый вид                                     |
| Семейство Пеломедузовые черепахи (Pelomedusidae) |                                          |                                           | |                                                  |
|                                                  |                                          | Pelusios castaneus (Schweigger, 1812)     | Встречается преимущественно на Сан-Томе, но известны встречи на Принсипи. О распространении известно мало, но предполагается, что как и в континентальной части ареала черепаха населяет реки, ручьи и временные водоёмы. Черепахи на Сан-Томе генетически близки к P. castaneus из Кот-д’Ивуар и Нигерии и появились на острове в историческое время, возможно с помощью человека. | Вид не представлен в Международной Красной книге |

### Чешуйчатые
| Иллюстрация                         | Русское название             | Латинское название и автор таксона                        | Ареал на территории Сан-Томе и Принсипи | Статус МСОП                                      |
| ----------------------------------- | ---------------------------- | --------------------------------------------------------- | --- | ------------------------------------------------ |
| Отряд Чешуйчатые (Squamata)         |                              |                                                           | |                                                  |
| Семейство Гекконы (Gekkonidae)      |                              |                                                           | |                                                  |
|                                     |                              | Lygodactylus delicatus Pasteur, 1962                      | Эндемик Принсипи. Встречается на стенах домов и заборах в населённых пунктах. Базой данных Reptile Database признаётся подвидом Lygodactylus thomensis.                                     | Вид не представлен в Международной Красной книге |
|                                     | Гвинейский карликовый геккон | Lygodactylus thomensis (Peters, 1881)                     | Эндемик Сан-Томе. Встречается на стенах домов и заборах в населённых пунктах. | Вид вне опасности                                |
|                                     |                              | Hemidactylus greeffii Miller, Sellas & Drewes, 2012       | Эндемик островов Сан-Томе и Ролаш. Предпочитает ненарушенные местообитания. | Вид вне опасности                                |
|                                     |                              | Hemidactylus longicephalus Bocage, 1873                   | Обитает на Принсипи и Сан-Томе, куда, вероятно, интродуцирован. | Вид вне опасности                                |
|                                     |                              | Hemidactylus mabouia (Moreau de Jonnès, 1818)             | Обитает на островах Принсипи, Сан-Томе и Ролаш, вероятно интродуцирован. | Вид вне опасности                                |
|                                     |                              | Hemidactylus principensis Bocage, 1866                    | Эндемик Принсипи и Тиньоза-Гранде. Предпочитает ненарушенные местообитания. | Вид вне опасности                                |
| Семейство Сцинковые (Scincidae)     |                              |                                                           | |                                                  |
|                                     |                              | Feylinia polylepis Bocage, 1887                           | Эндемик Принсипи. Ведёт скрытный образ жизни, из-за чего об экологии вида известно мало. Считается обычным видом.                                                                           | Вид вне опасности                                |
|                                     |                              | Panaspis africana (Gray, 1845)                            | Эндемик островов Сан-Томе, Принсипи и Ролаш. | Вид вне опасности                                |
|                                     |                              | Panaspis thomensis Ceríaco, Soares, Marques et al., 2018  | Эндемик Сан-Томе. | Вид вне опасности                                |
|                                     |                              | Trachylepis adamastor Ceríaco, 2015                       | Эндемик островов Принсипи и Тиньоза-Гранде. | Уязвимый вид                                     |
|                                     |                              | Trachylepis affinis (Gray, 1838)                          | Обитает на Принсипи. | Вид вне опасности                                |
|                                     |                              | Trachylepis thomensis Ceríaco, Marques & Bauer, 2016      | Эндемик Сан-Томе и прилегающих островков. | Вид вне опасности                                |
| Семейство Слепозмейки (Typhlopidae) |                              |                                                           | |                                                  |
|                                     |                              | Afrotyphlops elegans (Peters, 1868)                       | Эндемик Принсипи. | Вид вне опасности                                |
|                                     |                              | Letheobia feae (Peters, 1868)                             | Первоначально описана с острова Сан-Томе. В 1906 году с острова Принсипи был описан вид Typhlops principis, который считается синонимом L. feae, но может представлять собой отдельный вид. | Вид с неопределённым статусом                    |
|                                     |                              | Letheobia newtoni (Peters, 1868)                          | Первоначально описана с острова Сан-Томе. В 1920 году с острова Принсипи был описан вид Typhlops naveli, который считается синонимом L. newtoni, но может представлять собой отдельный вид. | Вид с неопределённым статусом                    |
| Семейство Lamprophiidae             |                              |                                                           | |                                                  |
|                                     |                              | Boaedon bedriagae Boulenger, 1906                         | Эндемик Сан-Томе. | Вид не представлен в Международной Красной книге |
|                                     |                              | Boaedon mendesi Ceríaco et al., 2021                      | Эндемик Принсипи. | Вид не представлен в Международной Красной книге |
| Семейство Ужеобразные (Colubridae)  |                              |                                                           | |                                                  |
|                                     |                              | Hapsidophrys principis (Boulenger, 1906)                  | Эндемик Принсипи. | Вид вне опасности                                |
|                                     |                              | Philothamnus thomensis Bocage, 1882                       | Эндемик Сан-Томе. | Вид вне опасности                                |
| Семейство Аспиды (Elapidae)         |                              |                                                           | |                                                  |
|                                     |                              | Naja peroescobari Ceríaco, Marques, Schmitz & Bauer, 2017 | Эндемик Сан-Томе. Встречается преимущественно в лесах южной части острова и предположительно отсутствует на северо-востоке.                                                                 | Вымирающий вид                                   |

Кроме того, в XIX веке герпетологи Фишер, Йохан Густав, Георг Ян и Яков Бедряга в разные годы публиковали работы, в которых упоминали об обитании на Сан-Томе мамбы рода Dendroaspis, которую относили либо к мамбе Джеймсона, либо к узкоголовой мамбе. Музейные экземпляры мамб с Сан-Томе не сохранились, а новых сообщений об их находках не было. В связи с этим, указания на обитание мамб на острове могут объясняться ошибкой в определении или указании мест находок на этикетках.

### Крокодилы
На территории страны отсутствуют самовоспроизводящиеся популяции крокодилов, однако в отчёте португальского мореплавателя Гонсалу Пиреша, записанном Валентимом Фернандишом (годы жизни около 1450—1519) упоминаются крупные живущие в воде плотоядные ящерицы, по описанию напоминающие крокодилов. Предполагается, что они были истреблены португальцами при колонизации острова. Кроме того, в начале апреля 2021 года на пляже на юго-востоке острова Сан-Томе была обнаружена самка нильского крокодила, предположительно принесённая потоком воды из реки Конго или Огове после обильных дождей.